# Зграде у улици Краља Петра бр. 2 и 4 у Параћину
Зграде у улици Краља Петра бр. 2 и 4 у Параћину заједно представљају непокретно културно добро као споменик културе.

## Зграда у улици Краља Петра бр. 2 у Параћину (Кућа Нешића)
Зграда у улици Краља Петра бр. 2 или Кућа Нешића у Параћину је једноспратна пословно – стамбена грађевина постављена на угао улице, тако да представља визуелну доминанту при улазу у стару трговачку чаршију. Зграду је пројектовао тада млади архитекта Предраг Зрнић као стилски компромис постулата Модерне и Постакадемизма, како у декоративним елементима, тако и у схватању волумена, форме и функционалкности.
Градња је започета 1929. године на имању Војислава Нешића, а завршена је 1930. године.
Постављена је на трапезастој парцели и својим габаритом је у потпуности покрива. У приземљу се налазе локали окренути према главној улици, док су помоћне просторије и магацини окренути према споредној улици и реци. На спрату је стан са улазом из главне улице.
Угао куће наглашава тамбур са куполом и балкон у нивоу првог спрата. Декорацију главне фасаде чине ритмично распоређени отвори на спрату које одвајају траке са плитко канелованим пиластрима. Први спрат је од приземља одвојен подеоним венцем, а изнад је наглашен кровни венац са атиком. Трећа фасада окренута према споредној улици, решена је једноставним функционалним елементима (балкон у нивоу првог спрата), ослобођена декоративних елемената.

## Зграда у улици Краља Петра бр. 4
Зграда у улици Краља Петра бр. 4 саграђена је као наменски објекат за Параћинску трговачко–занатску банку, познату и као банка Боже Главичког. Изграђена је на самом почетку четрдесетих година 20. века, на парцели Војислава Нешића. Интересантно је да тада, по урбанистичким условима (податак из Уговора о продаји плаца), ова зграда није смела да надвиси зграду до ње, што је вредан податак за историју урбанистичког развоја Параћина.
Зграда је габаритно монументална, рађена у духу академизма који карактеришу еклектички архитектонски елементи. У настојању да остави монументални утисак, пројектант је слободније применио класичне стилове, смело уводећи у скулптуралну декорацију – фигуралне представе по угледу на римске и снажне античке стубове. Применио је ренесансну хоризонталну поделу главне фасаде, маске у тимпанонима надпрозорника и наглашени балкон на првом спрату изнад улаза. Посебна пажња посвећена је ентеријеру који је такође богато украшен.